# Лох-Мари
Лох-Мари (англ. Loch Maree) — пресноводное озеро на северо-западе Шотландии. Площадь озера Лох-Мари составляет 28 км², это четвёртое по величине пресноводное озеро Шотландии. Максимальная длина около 20 км. Максимальная глубина озера равна 114 м. В озере водится такие породы рыб, как щука, окунь, карп, форель. На озере имеются 5 крупных островов и 60 более мелких. На островах сохранился фрагмент реликтового каледонского леса. Черные гагары, воспользовавшись тишиной и спокойствием одного из наименее загрязненных пресноводных озёр Великобритании, стали гнездиться здесь. Из Лох-Мари вытекает самая короткая (всего три километра) река Шотландии, Ewe. Она соединяет озеро с морем.

## Примечания

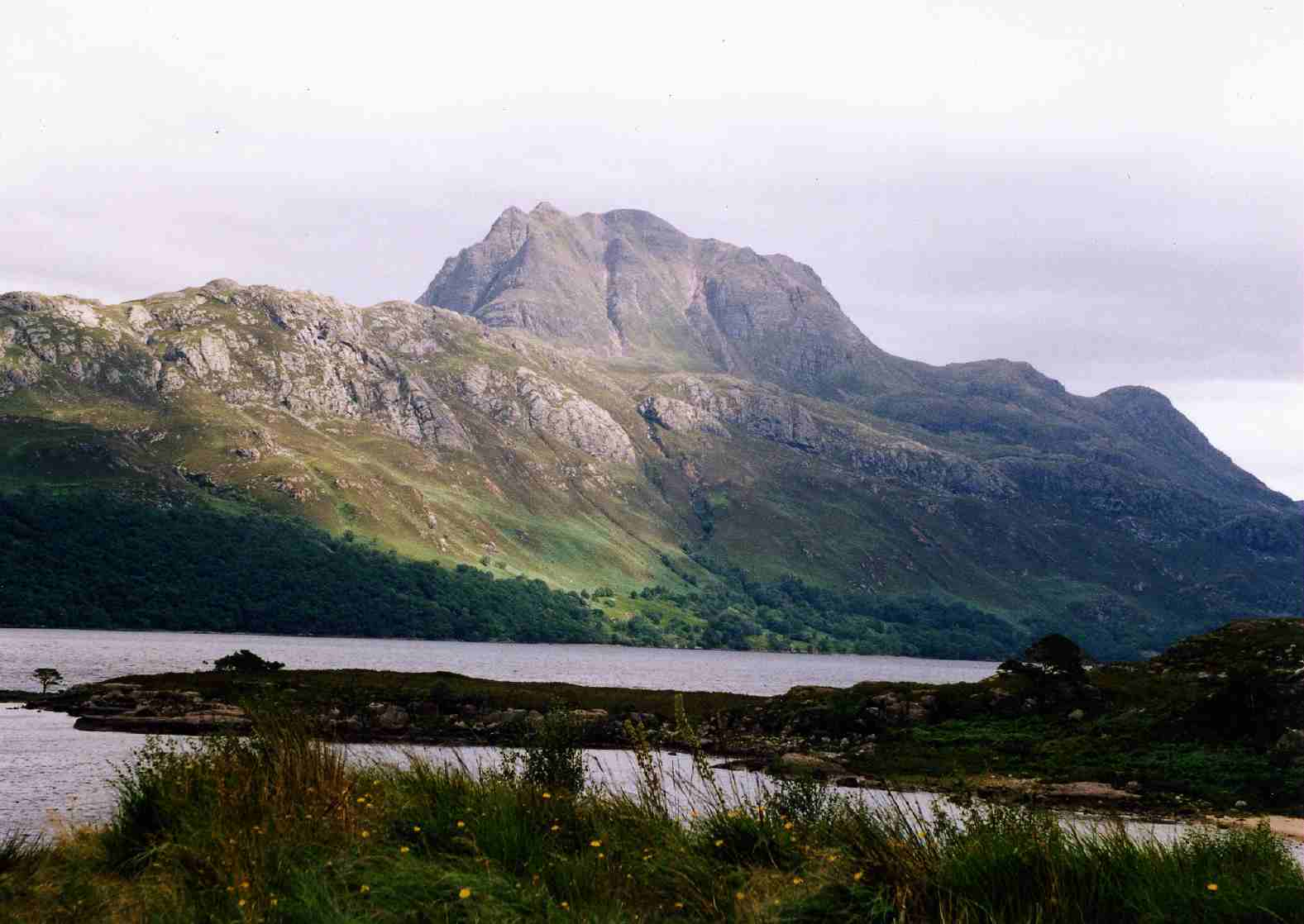
Вид на гору Slioch со стороны озера

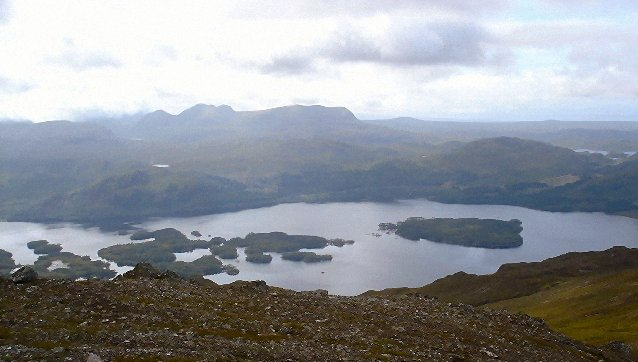
Вид на острова